# Karaska-Leśniczówka
Karaska-Leśniczówka – osada leśna w Polsce położona w województwie mazowieckim, w powiecie ostrołęckim, w gminie Kadzidło.
W latach 1975–1998 miejscowość administracyjnie należała do województwa ostrołęckiego.